# Провалля (Володимир)
Прова́лля — колишній населений пункт у сучасних межах Володимира (вулиця Луцька та прилеглі до неї в районі цукрового заводу).
Станом на початок ХХ століття — 18 хат, 149 мешканців.
Належало до Вербської волості Володимир-Волинського повіту Волинської губернії. У списках населених пунктів міжвоєнної Польщі не згадується. 4 лютого 1940 року ухвалено постанову Володимир-Волинського районного виконавчого комітету «Про утворення сільських рад на території Володимир-Волинської району», згідно якої село увійшло до складу Риловецької сільської ради Володимир-Волинського району Волинської області.
Після Другої світової війни включено до складу Володимира-Волинського.